# Armadillo conglobator
Armadillo conglobator är en kräftdjursart som beskrevs av Gustav Budde-Lund 1904. Armadillo conglobator ingår i släktet Armadillo och familjen Armadillidae. Inga underarter finns listade i Catalogue of Life.